# Authagraph

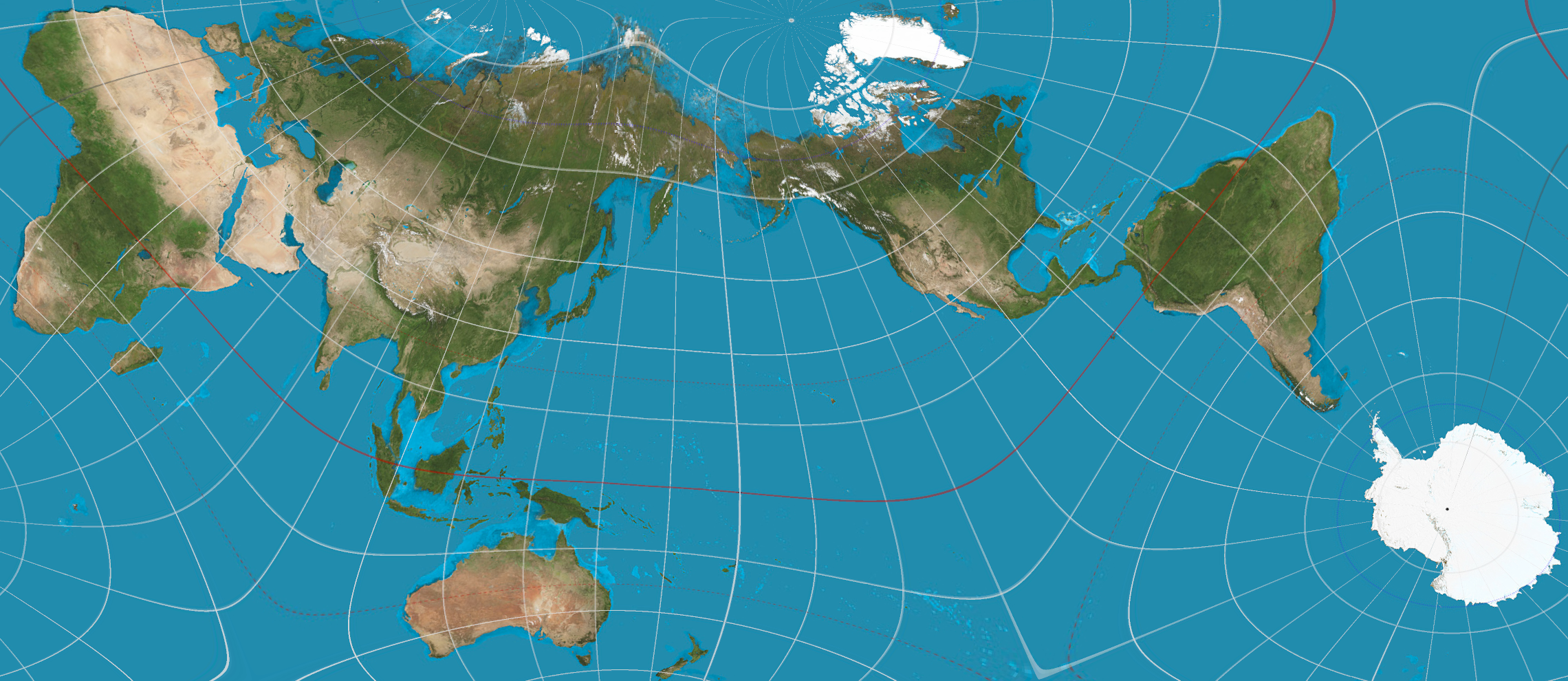
Mapa-múndi em projeção Authagraph.

Authagraph é uma projeção cartográfica de área-igual inventada pelo arquiteto japonês Hajime Narukawa (鳴川肇), em 1999. Embora conceitualmente na categoria de uma projeção de igual-área, isso exigiria uma subdivisão para se qualificar como um mapa de igual-área. 
O mapa Authagraph pode ser posto lado a lado em qualquer direção, sem costuras visíveis. A partir deste mapa-ladrilhado, um novo mapa com triangulares, retangulares ou um paralelogramo de estrutura de tópicos pode ser enquadrado com várias regiões em seu centro. Este mapa fornece uma visão descentralizada do mundo. Esta projeção de mapa tenta refletir uma perspectiva de multiverso infinito que se pretende para a compreensão de fenómenos globais no século 21. A projeção é útil para tesselação e permite, assim, representar temas temporais, tais como movimento de satélite de longo prazo ao redor da terra em uma linha contínua.
Este mapa retangular é feito dividindo igualmente um superfície esférica em 96 triângulos, transferindo-a para um tetraedro, mantendo a área de proporções, e desdobrando-a em um retângulo. O mapa substancialmente mantém tamanhos e formas, de todos os continentes e oceanos, enquanto reduz as distorções de suas formas, ao mesmo tempo, como um mapa Dymaxion. Mapas triangulares do mundo também são possíveis. O nome é derivado de "authalic" e "gráfico".
Em 2011, a projeção de mapeamento Authagraph foi selecionado pelo Museu Japonês Nacional de Ciência Emergente e Inovação (Miraikan) como ferramenta oficial de mapeamento. Em 2015 ele passou a ser usado nos manuais escolares oficiais japoneses. Em outubro de 2016, a projeção de mapeamento Authagraph ganhou o Grande Prêmio Japonês de Design de 2016 do Instituto de Promoção de Design.